# Дурацкое пари
«Дурацкое пари» (англ. Dogfight) — американская подростковая драма Нэнси Савоки 1991 года, действие которой происходит в городе Сан-Франциско, штате Калифорния в 1960-е. Картина рассказывает историю любви между 18-летним солдатом морской пехоты Энди Бэрдлэйсом (Ривер Феникс) и юной девушкой Роуз Фенни (Лили Тейлор).

## Сюжет
Действие фильма происходит в Сан-Франциско во время Войны во Вьетнаме. В фильме исследуется любовь между двумя неопытными молодыми любовниками. Несколько ребят устраивают своеобразное пари: выигрывает тот, кто на вечеринку приведёт самую «страшную» девушку. Главный герой — постоянный участник таких пари — один из участников конкурса. Но разве может обычная шутка перерасти в любовь, нежданную, негаданную? Оказывается — может!

## В ролях
- Ривер Феникс — Эдди Бэрдлэйс
- Лили Тейлор — Роуз Финни
- Элизабет Дэйли — Марси
- Ричард Пэнебьянко — Бэрзин
- Энтони Кларк — Оки
- Митчел Уитфилд — Бэнджамин
- Холли Нир — мать Роуз
- Брендан Фрейзер — моряк